# About a Boy
About a Boy (traducción literal al español: Acerca de un niño) es una película de 2002 de comedia dramática dirigida por los hermanos Paul y Chris Weitz, quienes coescribieron el guion con Peter Hedges. Es una adaptación de la novela de 1998 de Nick Hornby. La película está protagonizada por Hugh Grant, Nicholas Hoult, Toni Collette y Rachel Weisz.
La película se estrenó en cines el 26 de abril de 2002 por Universal Pictures. Fue nominado al Oscar al Mejor guion adaptado. Los actores Hugh Grant y Toni Collette fueron nominados a un Globo de Oro y a un Premio BAFTA, respectivamente, por sus actuaciones. La película recibió críticas positivas de los críticos y ganó 130,5 millones de dólares con un presupuesto de 30 millones de dólares.
La película a veces utiliza una narración doble voz en off, cuando el público escucha alternativamente los pensamientos de Will y Marcus.

## Sinopsis
Will Freeman (Hugh Grant) vive un estilo de vida despreocupado, sin responsabilidades ni compromisos, gracias a las regalías que le legó la exitosa canción de Navidad de su padre. Aunque otros lo vean mal, él vive felizmente "como una isla".
Will se une al grupo comunitario Single Parents Alone Together (SPAT) con el pretexto de ser el padre de un niño imaginario, pero en cambio su objetivo es conocer madres solteras. Conoce a Suzie, por quien se siente atraído, pero también conoce a Marcus (Nicholas Hoult), el socialmente incómodo hijo de uno de los amigos de Suzie. Inesperadamente, cuando Will y Suzie llevan a Marcus a casa, encuentran la madre de Marcus, Fiona -que sufre ataques de depresión- ha intentado suicidarse y debe apresurarse para llevarla al hospital a tiempo.
Al espiarlo durante unos días, Marcus pronto descubre que el supuesto hijo pequeño de Will no existe y lo usa como palanca para chantajearlo para que salga con su madre y asegurarse de que Fiona no se deprima nuevamente. Aunque Will no muestra interés en Fiona, comienza a vincularse con Marcus y, como resultado, finalmente madura como adulto. Ayuda a Marcus a ganar confianza, pero este plan pronto fracasa y Marcus accidentalmente le revela a su madre que Will no es padre.
Fiona se enfrenta a Will y exige una explicación. Él responde que solo está ganando confianza en el niño porque es rutinariamente humillado y intimidado en la escuela. Aunque Will promete dejar de tener contacto con Marcus, Fiona reconoce que el interés genuino de Will en su hijo es bueno para ambos.
Will se une a Marcus y Fiona para Navidad y le regala a Marcus un CD portátil. Durante un intercambio con Suzie, quien ya sabe del engaño anterior de Will, Marcus defiende a Will y, a su vez, también se enfrenta a los métodos de confrontación de Fiona. Will calma la situación, citando un incidente anterior en el que Marcus mató accidentalmente a un pato en la cabaña de su madre. pan. Le piden a Will que se quede para la cena de Navidad y él realmente disfruta de su día con la familia de Marcus. familia.
Mientras Marcus se enamora por primera vez en la escuela (Ellie), Will también conoce a Rachel, con quien se lleva bien. Por primera vez en su vida amorosa, comienza a desarrollar un interés serio por una mujer. Cuando Rachel comienza a perder interés en él mientras describe su estilo de vida, menciona a Marcus. Ella responde que es madre soltera y cree que Marcus es el hijo de Will.
Will no logra corregirla, por lo que le pide a Marcus que se haga pasar por su hijo por un tiempo. Marcus finalmente lo anima a decirle la verdad a Rachel, pero cuando lo hace, no tiene el efecto que Will esperaba y la relación termina.
La depresión de Fiona regresa y Marcus acude a Will en busca de ayuda. Will, sin embargo, todavía está molesto por su ruptura y arremete contra él. Pronto descubre que su vida anterior de autodependencia es insatisfactoria y extraña la compañía de Marcus. Will decide reconciliarse con Marcus y habla con Fiona sobre su depresión, pero luego descubre que ella debe actuar en un espectáculo de talentos de la escuela esa noche, lo que finalmente resultaría en que sea humillado por el resto de su vida escolar. Como era de esperar, Marcus' La actuación es recibida con una burla brutal, pero Will se une con una guitarra, lo que finalmente lo salva de la humillación total.
Para la próxima Navidad, Will y Rachel están juntos, y él ha abandonado su estilo de vida anterior de forma permanente. Will invita a uno de sus colegas de Amnistía Internacional a que lo ponga en contacto con Fiona, y Marcus y Ellie siguen siendo buenos amigos.

## Reparto
- Hugh Grant es Will Freeman; es un hombre soltero, cínico y egoísta que vive una vida de lujo y comodidad gracias a los derechos de autor de una canción navideña que su padre escribió. A lo largo de la película, Will se presenta como un hombre inmaduro que evita compromisos y responsabilidades, eludiendo las relaciones profundas y el contacto emocional con los demás.
- Nicholas Hoult es Marcus Brewer; un niño de 12 años que vive en Londres con su madre, Fiona. Es un chico introvertido, sensible e inteligente, pero también es socialmente torpe y, a menudo, se siente excluido de su entorno. Lleva una vida solitaria y carece de la confianza que caracteriza a muchos niños de su edad. Es un personaje entrañable, que refleja la vulnerabilidad de la niñez, pero también la fuerza interior para superar las adversidades de la vida. A lo largo de la historia, Marcus se enfrenta a los retos de la adolescencia, como la inseguridad, el rechazo escolar y la búsqueda de su identidad.
- Toni Collette es Fiona Brewer; es la madre de Marcus y desempeña un papel crucial en la vida de su hijo, aunque sufre de problemas emocionales y de salud mental que afectan tanto a ella como a su relación con él. Es una mujer sensible y creativa y una madre amorosa, pero también está lidiando con una profunda depresión que afecta su capacidad para ser una madre estable para Marcus.
- Rachel Weisz es Rachel; una mujer que se convierte en el interés amoroso de Will Freeman. Rachel es una mujer atractiva, encantadora y de buen corazón, que inicialmente parece estar en una relación casual con Will, quien, debido a su naturaleza egoísta y cínica, busca una conexión sin compromiso. Sin embargo, a medida que la historia avanza, Will comienza a desarrollar sentimientos más profundos por ella, y Rachel desempeña un papel importante al mostrarle que las relaciones auténticas y comprometidas son posibles, y que su vida puede ser más significativa si permite que otras personas entren en ella.
- Natalia Tena es Ellie, interés amorso de Marcus.
- Sharon Small es Christine, amiga de Will.
- Nicholas Hutchinson es John
- Victoria Smurfit es Suzie, amiga de Fiona e interés amoroso de Will.
- Isabel Brook es Angie
- Jenny Galloway es Frances / SPAT
- Augustus Prew es Ali
- Denise Stephenson es Lindsey
- Rosalind Knight es mamá de Lindsey
- Tim Rice es el mismo.
- Jason Salkey es trabajador de amnistía internacional

## Recepción

### Taquilla
Con un presupuesto de 30 millones de dólares, la película recaudó 130,5 millones de dólares.
La película recaudó 8,6 millones de dólares en su primer fin de semana y quedó en cuarto lugar en taquilla.

### Respuesta crítica
En Rotten Tomatoes la película tiene un índice de aprobación del 93% basado en 187 reseñas y una calificación promedio de 7,7/10. El consenso crítico del sitio web afirma: "About a Boy se beneficia enormemente de la interpretación en capas de Hugh Grant, así como de una divertida "Una historia conmovedora que toca las fibras del corazón sin inclinarse hacia la melaza". Metacritic asignó a la película una Puntuación media ponderada de 75 sobre 100, basada en 38 críticas, lo que indica "críticas generalmente favorables". Público encuestado por CinemaScore le dio a la película una calificación promedio de "B+" en una escala de A+ a F.
En diciembre de 2002, la película fue elegida por el American Film Institute como una de las diez mejores películas del año. The Washington Post declaró que la película es "esa rara comedia dramática que se atreve a elegir el desorden antes que el cierre, la quisquillosa independencia antes que la pareja fetichizada y la honestidad antes que los finales típicos de Hollywood".
Rolling Stone escribió: "La comedia ácida de la actuación de Grant domina la película [y él] le da a este agradable rompecorazones el toque de gravedad que necesita".

## Premios y nominaciones
| Evento        | Categoría                          | Receptor                               | Resultado |
| ------------- | ---------------------------------- | -------------------------------------- | --------- |
| Premios Óscar | Mejor guion adaptado               | Chris Weitz, Paul Weitz y Peter Hedges | Nominada  |
| Premios BAFTA | Mejor guion adaptado               | Chris Weitz, Paul Weitz y Peter Hedges | Nominada  |
| Premios BAFTA | Mejor actriz de reparto            | Toni Collette                          | Nominada  |
| Globos de Oro | Mejor película - Musical o comedia |                                        | Nominada  |
| Globos de Oro | Mejor actor - Musical o comedia    | Hugh Grant                             | Nominado  |

## Banda sonora
La banda sonora, también llamada About a Boy, fue lanzada en 2002. Fue compuesta por el cantante y escritor Badly Drawn Boy.
1. "Exit Stage Right" – 0:21
2. "A Peak You Reach" – 4:33
3. "Something to Talk About" – 3:40
4. "Dead Duck" – 0:46
5. "Above You, Below Me" – 2:40
6. "I Love N.Y.E." – 3:20
7. "Silent Sigh" – 4:44
8. "Wet, Wet, Wet" – 0:42
9. "River, Sea, Ocean" – 2:24
10. "S.P.A.T." – 3:24
11. "Rachel's Flat" – 0:34
12. "Walking Out of Stride" – 1:48
13. "File Me Away" – 3:23
14. "A Minor Incident" – 3:44
15. "Delta (Little Boy Blues)" – 4:00
16. "Donna & Blitzen" – 4:19